# Castlevania (phim truyền hình)
Castlevania là loạt phim hoạt hình truyền hình trực tuyến của Hoa Kỳ dành cho lứa tuổi trưởng thành, mang hơi hướng anime được phát hành trên nền tảng trực tuyến Netflix do Frederator Studios sản xuất. Phim được dựa trên loạt trò chơi điện tử nổi tiếng cùng tên của Nhật Bản do công ty Konami sản xuất. Hai mùa đầu tiên được lấy mốc thời gian năm 1989 của Castlevania III: Dracula's Curse, là hành trình theo chân Trevor Belmont, Adrian "Alucard" Țepeș và Sypha Belnades bảo vệ Wallachia trước sự tàn bạo của Dracula và tay sai của hắn. Ngoài ra, phim còn có sự xuất hiện của các nhân vật, sự kiện trong Castlevania: Curse of Darkness ra mắt năm 2005 trong mùa thứ hai trở đi và cốt truyện chính của nhân vật Alucard được lấy từ Castlevania: Symphony of the Night. Phong cách hoạt hình của phim được lấy cảm hứng nhiều từ những ảnh hưởng của hoạt hình Nhật Bản và các tác phẩm đồ họa của Ayami Kojima.

## Nội dung

### Mùa 1
Castlavania được chính thức mở ra bằng sự kiện Lisa Țepeș xứ Lupu, người vợ con người thứ hai của Bá tước Vlad Dracula Țepeș bị thiêu sống bởi tên Giám mục vùng Târgoviște vì hắn cho rằng cô là phù thủy. Cái chết của Lisa đã khiến cho Dracula tức giận và một cuộc thanh trừng toàn nhân loại đã chính thức được mở ra. Trước sự tàn bạo của Dracula, Trevor Belmont - hậu duệ cuối cùng của dòng tộc Belmont chuyên đi săn ma cà rồng, đã lên đường tìm cách ngăn chặn kế hoạch độc ác đó. Ngoài ra, ta còn được giới thiệu thêm 2 nhân vật cốt cán nữa là Sypha Belnades, một nữ Biện giả có khả năng dùng pháp thuật và Adrian "Alucard" Țepeș, đứa con lai người-ma cà rồng của Dracula và Lisa.

### Mùa 2
Tiếp nối các sự kiện ở phần 1, Dracula đang tiếp tục tập hợp đội quân ma cà rồng hùng mạnh của mình với sự tham gia của các tướng lĩnh ma cà rồng là Carmilla, Godbrand, Raman, Sharma, Chō, Dragoslav và Zufall cùng với hai Luyện ngục sư con người là Issac và Hector để tiêu diệt toàn bộ nhân loại. Trước liên minh khủng khiếp ấy, Trevor, Sypha và Alucard đã kết hợp tạo thành một bộ ba cùng nhau đánh bại kế hoạch đó của Dracula để cứu toàn bộ loài người.

### Mùa 3
Phần 3 lấy bối cảnh sau khi Dracula bị tiêu diệt bởi Trevor, Sypha và Alucard. Bối cảnh phim được chia ra làm bốn:
- Trevor và Sypha chia tay với Alucard để cùng nhau tiếp tục hành trình phiêu lưu của họ. Cả hai đến một ngôi làng tên là Lindenfeld, tại đây, họ gặp và làm quen được Thẩm phán và Saint Germain. Cả bọn phải tìm cách để bảo vệ ngôi làng trước một Tu viện đang tôn thờ Địa ngục với người đứng đầu là tu sĩ Sala bí ẩn.
- Sau khi tiêu diệt cha mình, Alucard ở lại lâu đài ma cà rồng và căn hầm của gia tộc Belmont để bảo vệ nơi đây. Trong lúc vô cùng cô đơn và buồn chán, Alucard đã gặp được Taka và Sumi, hai con người vừa trốn thoát khỏi Lâu đài của Chō ở Nhật Bản. Cả hai nhờ Alucard chỉ dạy cho mình cách tiêu diệt ma cà rồng để bảo vệ cho người dân của họ ở Nhật Bản.
- Sau khi phản bội Dracula và thất bại ở Brăila, Carmilla cùng Hector trở về Styria để gặp lại ba chị em ma cà rồng của mình là Striga, Morana và Lenore. Hội bốn chị em ma cà rồng đã lên kế hoạch riêng cho mình, tạo nên một đội quân đông đảo từ sự giúp sức của Hector để xâm chiếm các lãnh thổ xung quanh, xây dựng nên một đế chế to lớn để cai trị.
- Bối cảnh cuối cùng là hành trình của Luyện ngục sư Issac. Sau khi bị Dracula dịch chuyển sang một sa mạc để tránh mất mạng, Issac đã đi khắp nơi để tạo nên một binh đoàn sinh vật bóng tối bởi khả năng của mình với ý nghĩ sẽ tiêu diệt Hector và Carmilla để trả thù cho hành động phản bội của chúng.

### Mùa 4
Tiếp tục với các hành trình ở phần 3:
- Một trận chiến lớn giữa các sinh vật bóng tối đến từ hai phe Issac và Carmilla-Hector đã nổ ra tại Styria. Cuối cùng, Issac và Hector cũng đã chạm mặt nhau. Phần thắng thuộc về tay của Issac và Carmilla đã tự sát.
- Tuy nhiên, các tín đồ khác của Dracula từ các chủng loài ma cà rồng trên khắp nơi thế giới vẫn luôn nung nấu ý định hồi sinh lại vị chúa tể của họ. Để ngăn chặn điều này, Trevor và Sypha bất đắc dĩ phải hợp tác với Zamfir – nữ chỉ huy của quân đội hoàng gia tại Targoviste để chiến đấu với hai tên ma cà rồng tàn ác là Varney xứ Luân Đôn và Ratko – ma cà rồng người Slav. Bên kia chiến tuyến là Alucard cùng với nữ chiến binh Greta xứ Danesti chống lại tên đồ tể ma cà rồng Dragan và Saint Germain nay đã trở lại từ Hành lang Vô tận và bị hắc hóa. Bộ ba diệt Dracula ngày nào đã tụ họp một lần nữa tại Lâu đài của Dracula. Công cuộc ngăn chặn phi vụ hồi sinh Dracula đã thành công và đồng thời Thần Chết – kẻ đứng sau tất cả mọi chuyện cũng đã lộ mặt. Bộ ba diệt Dracula lại có thêm nhiệm vụ đó là diệt Thần Chết. Kết thúc trận chiến, Thần Chết đã bị đánh bại và chiến thắng cũng như sự an toàn của nhân loại một lần nữa đã trở lại.

Cuối cùng, Issac chấp nhận bỏ qua cho Hector và trở thành người trị vì mới của Vương quốc Styria với một tương lai đầy hứa hẹn. Về phần Hector, anh mong muốn sống chung với Lenore tại Styria nhưng cô đã quyết định tự sát dưới ánh mặt trời. Nên anh quyết định ở lại một mình và viết sách để ghi nhớ những sự kiện vừa qua. Alucard cuối cùng cũng đã tìm được tình yêu của mình, đó là Greta. Những người dân tị nạn tại Danesti đã chuyển đến xây dựng một ngôi làng mang tên New Danesti gần Căn hầm của gia tộc Belmont và Lâu đài của Dracula nay là Lâu đài của Alucard hay nói đúng hơn là họ cùng nhau trở thành một cộng đồng. Sypha đã mang thai với Trevor và sau trận chiến, cô cứ ngỡ Trevor đã hy sinh. Nhưng không, Trevor đã trở lại và giải thích rằng sau khi đánh bại Thần Chết, anh đã bị lạc vào Hành lang Vô tận do Sanit Germain mở ra. Lisa và Dracula nay đã đổi tên thành Vlad cũng đã được hồi sinh trở lại. Và cả hai quyết định không trở về Lâu đài ngay lập tức mà sẽ du hành đến nước Anh.

## Lồng tiếng
- Richard Armitage lồng tiếng vai Trevor Belmont, hậu duệ cuối cùng của gia tộc Belmont, gia tộc chuyên đi săn quái vật, đặc biệt là ma cà rồng.[1]
- James Callis lồng tiếng vai Adrian "Alucard" Țepeș, một dhampir - người lai ma cà rồng, con của Dracula và Lisa Țepeș, người luôn bảo vệ nhân loại khỏi cha mình.[1]
- Alejandra Reynoso lồng tiếng vai Sypha Belnades, một Pháp sư Biện giả, cháu gái của Trưởng lão - người có khả năng sử dụng pháp thuật mạnh mẽ.[1]
- Graham McTavish lồng tiếng vai Vlad Dracula Țepeș, một ma cà rồng có lời thề sẽ tiêu diệt toàn nhân loại vì con người đã giết vợ của ông.[1] (mùa 1-2, khách mời mùa 3-4)
- Tony Amendola lồng tiếng vai Trưởng lão, Ông của Sypha, lãnh đạo của nhóm Biện giả đã giúp đỡ người dân tại Greresit cùng với Trevor.[1] (mùa 1)
- Matt Frewer lồng tiếng vai Giám mục, một giáo sĩ cuồng tín đã ra lệnh thiêu sống Lisa Țepeș vì nghi ngờ bà là phù thủy, người sau này được phong là giám mục của Gresit.[1] (mùa 1, khách mời mùa 2)
- Emily Swallow lồng tiếng vai Lisa Țepeș, người vợ yêu thích của Dracula, đã bị thiêu sống tại Târgoviște sau những cáo buộc đã sử dụng tà thuật.[1] (mùa 1, khách mời mùa 2-4)
- Theo James lồng tiếng vai Hector, một Luyện ngục sư làm việc dưới trướng của Dracula để chống lại loài người.[2] (mùa 2-4)
- Adetokumboh M'Cormack lồng tiếng vai Isaac, một Luyện ngục sư luôn luôn trung thành với Dracula và đã giúp ông lãnh đạo đội quân của mình.[2] (mùa 2-4)
- Jaime Murray lồng tiếng vai Carmilla, một nữ ma cà rồng, làm việc dưới trướng của Dracula nhưng sau đó đã phản bội ông, thủ lĩnh của Hội đồng Chị em.[2] (mùa 2-4)
- Peter Stormare lồng tiếng vai Godbrand, một chiến binh Viking ma cà rồng, làm việc dưới trướng của Dracula để giúp ông tiêu diệt Wallachia.[2] (mùa 2, khách mời mùa 4)
- Masafumi Kobatake lồng tiếng vai Chō, một ma cà rồng người Nhật, có điều khiển sử dụng sương mù làm việc dưới trướng của Dracula để giúp ông tiêu diệt Wallachia. (mùa 2, khách mời mùa 3)
- Jessica Brown Findlay lồng tiếng vai Lenore, nhà ngoại giao ma cà rồng của Hội đồng Chị em. (mùa 3-4)
- Yasmine Al Massri lồng tiếng vai Morana, chiến lược gia ma cà rồng của Hội đồng Chị em. (mùa 3-4)
- Ivana Miličević lồng tiếng vai Striga, chỉ huy quân sự của Hội đồng Chị em. (mùa 3-4)
- Bill Nighy lồng tiếng vai Saint Germain, người đàn ông kỳ lạ luôn tìm kiếm, nghiên cứu về một nơi gọi là Hành lang Vô tận. (mùa 3-4)
- Navid Negahban lồng tiếng vai Sala, lãnh đạo của tu viện tạiLindenfeld. (mùa 3)
- Jason Isaacs lồng tiếng vai Thẩm phán, lãnh đạo của thị trấn Lindenfeld, người luôn tìm cách giữ hòa bình cho thị trấn bằng mọi giá. (mùa 3)
- Toru Uchikado lồng tiếng vai Taka, một thợ săn ma cà rồng Nhật Bản chuyên dùng cung. (mùa 3)
- Rila Fukushima lồng tiếng vai Sumi, một thợ săn ma cà rồng Nhật Bản chuyên dùng kiếm. (mùa 3)
- Barbara Steele lồng tiếng vai Miranda, một bà lão Luyện ngục sư, người đã giúp đỡ Issac. (mùa 3)
- Lance Reddick lồng tiếng vai Thuyền trưởng, một Thuyền trưởng đã giúp đỡ Issac và trở thành bạn của anh. (mùa 3)
- Gildart Jackson lồng tiếng vai FlysEyes, một sinh vật bóng tối được Issac tạo ra và là thuộc hạ của anh. (mùa 3-4)
- Christine Adams lồng tiếng vai Nhà giả kim, một pháp sư hùng mạnh cư trú tại Hành lang Vô tận và điều khiển nó. (mùa 4)
- Malcolm McDowell lồng tiếng vai Varney xứ Luân Đôn, một ma cà rồng đến từ Luân Đôn và là cựu thuộc hạ của Binh đoàn Dracula, luôn tìm cách để hồi sinh ông. (mùa 4)
- Marsha Thomason lồng tiếng vai Greta xứ Danesti, nữ thủ lĩnh của Danesti, người luôn chống lại lũ sinh vật bóng tối. (mùa 4)
- Titus Welliver lồng tiếng vai Ratko, một ma cà rồng người Slav, luôn tìm cách để hồi sinh Dracula. (mùa 4)
- Toks Olagundoye lồng tiếng vai Zamfir, nữ chỉ huy vệ sĩ của Triều đình Hoàng gia ngầm của Târgoviște, người luôn chống lại lũ sinh vật bóng tối. (mùa 4)
- Matthew Waterson lồng tiếng vai Dragan, một chiến binh ma cà rồng, luôn tìm cách để hồi sinh Dracula. (mùa 4)

## Tập phim
| Mùa | Mùa | Số tập | Số tập | Phát hành gốc        | Phát hành gốc        |
| --- | --- | ------ | ------ | -------------------- | -------------------- |
|     | 1   | 4      | 4      | 7 tháng 7 năm 2017   | 7 tháng 7 năm 2017   |
|     | 2   | 8      | 8      | 26 tháng 10 năm 2018 | 26 tháng 10 năm 2018 |
|     | 3   | 10     | 10     | 5 tháng 3 năm 2020   | 5 tháng 3 năm 2020   |
|     | 4   | 10     | 10     | 13 tháng 5 năm 2021  | 13 tháng 5 năm 2021  |

### Mùa 1 (2017)
| TT. tổng thể | TT. trong mùa phim | Tiêu đề         | Đạo diễn  | Biên kịch    | Ngày phát sóng gốc |
| ------------ | ------------------ | --------------- | --------- | ------------ | ------------------ |
| 1            | 1                  | "Chai phù thủy" | Sam Deats | Warren Ellis | 7 tháng 7 năm 2017 |
| 2            | 2                  | "Nghĩa địa"     | Sam Deats | Warren Ellis | 7 tháng 7 năm 2017 |
| 3            | 3                  | "Mê cung"       | Sam Deats | Warren Ellis | 7 tháng 7 năm 2017 |
| 4            | 4                  | "Lăng mộ"       | Sam Deats | Warren Ellis | 7 tháng 7 năm 2017 |

### Mùa 2 (2018)
| TT. tổng thể | TT. trong mùa phim | Tiêu đề                | Đạo diễn    | Biên kịch    | Ngày phát sóng gốc   |
| ------------ | ------------------ | ---------------------- | ----------- | ------------ | -------------------- |
| 5            | 1                  | "Hội đồng chiến tranh" | Sam Deats   | Warren Ellis | 26 tháng 10 năm 2018 |
| 6            | 2                  | "Mái nhà xưa"          | Spencer Wan | Warren Ellis | 26 tháng 10 năm 2018 |
| 7            | 3                  | "Trận chiến bóng đêm"  | Adam Deats  | Warren Ellis | 26 tháng 10 năm 2018 |
| 8            | 4                  | "Cột buồm gãy"         | Sam Deats   | Warren Ellis | 26 tháng 10 năm 2018 |
| 9            | 5                  | "Bùa phép cuối cùng"   | Sam Deats   | Warren Ellis | 26 tháng 10 năm 2018 |
| 10           | 6                  | "Con sông"             | Spencer Wan | Warren Ellis | 26 tháng 10 năm 2018 |
| 11           | 7                  | "Nhân danh tình yêu"   | Sam Deats   | Warren Ellis | 26 tháng 10 năm 2018 |
| 12           | 8                  | "Hồi kết"              | Adam Deats  | Warren Ellis | 26 tháng 10 năm 2018 |

### Mùa 3 (2020)
| TT. tổng thể | TT. trong mùa phim | Tiêu đề                               | Đạo diễn               | Biên kịch    | Ngày phát sóng gốc |
| ------------ | ------------------ | ------------------------------------- | ---------------------- | ------------ | ------------------ |
| 13           | 1                  | "Cảm ơn trái tim bé nhỏ đã chết"      | Sam Deats              | Warren Ellis | 5 tháng 3 năm 2020 |
| 14           | 2                  | "Chữa lành trái tim tôi"              | Sam Deats              | Warren Ellis | 5 tháng 3 năm 2020 |
| 15           | 3                  | "Những nhà điều tra"                  | Sam Deats              | Warren Ellis | 5 tháng 3 năm 2020 |
| 16           | 4                  | "Tôi có kế hoạch"                     | Sam Deats              | Warren Ellis | 5 tháng 3 năm 2020 |
| 17           | 5                  | "Rất thông minh và tinh tế"           | Sam Deats              | Warren Ellis | 5 tháng 3 năm 2020 |
| 18           | 6                  | "Giấc mơ đẹp"                         | Sam Deats & Adam Deats | Warren Ellis | 5 tháng 3 năm 2020 |
| 19           | 7                  | "Những thứ tồi tệ hơn cả sự phản bội" | Sam Deats              | Warren Ellis | 5 tháng 3 năm 2020 |
| 20           | 8                  | "Màn đêm mang tới gì"                 | Sam Deats              | Warren Ellis | 5 tháng 3 năm 2020 |
| 21           | 9                  | "Mùa thu hoạch"                       | Sam Deats & Adam Deats | Warren Ellis | 5 tháng 3 năm 2020 |
| 22           | 10                 | "Mất hết hy vọng"                     | Sam Deats              | Warren Ellis | 5 tháng 3 năm 2020 |

### Mùa 4 (2021)
| TT. tổng thể | TT. trong mùa phim | Tiêu đề                              | Đạo diễn                      | Biên kịch    | Ngày phát sóng gốc  |
| ------------ | ------------------ | ------------------------------------ | ----------------------------- | ------------ | ------------------- |
| 23           | 1                  | "Hiến tế để kích hoạt"               | Sam Deats                     | Warren Ellis | 13 tháng 5 năm 2021 |
| 24           | 2                  | "Có cả thế giới"                     | Sam Deats                     | Warren Ellis | 13 tháng 5 năm 2021 |
| 25           | 3                  | "Cứ bước đi"                         | Sam Deats                     | Warren Ellis | 13 tháng 5 năm 2021 |
| 26           | 4                  | "Anh phải hy sinh"                   | Sam Deats                     | Warren Ellis | 13 tháng 5 năm 2021 |
| 27           | 5                  | "Trở lại thế giới này"               | Sam Deats                     | Warren Ellis | 13 tháng 5 năm 2021 |
| 28           | 6                  | "Các người không xứng có máu của ta" | Sam Deats                     | Warren Ellis | 13 tháng 5 năm 2021 |
| 29           | 7                  | "Công cuộc vĩ đại"                   | Sam Deats                     | Warren Ellis | 13 tháng 5 năm 2021 |
| 30           | 8                  | "Thuật gọi hồn"                      | Sam Deats                     | Warren Ellis | 13 tháng 5 năm 2021 |
| 31           | 9                  | "Hồi kết"                            | Sam Deats                     | Warren Ellis | 13 tháng 5 năm 2021 |
| 32           | 10                 | "Quả là hành trình kỳ lạ"            | Sam Deats & Amanda Sitareh B. | Warren Ellis | 13 tháng 5 năm 2021 |

## Tiếp nhận

### Lượt xem
8,3 IMDb

## Phần phim riêng
Vào tháng 5, 2021, Netflix đã ra thông báo rằng một loạt phim mới với dàn nhân vật mới lấy bối cảnh cùng vũ trụ Castlevania đang được lên kế hoạch, nhưng nó sẽ không phải là một phần phim phụ trực tiếp của loạt phim gốc Castlevania. Mà thay vào đó, nó sẽ tập trung vào nhân vật Richter Belmont, đứa con hậu duệ của Trevor và Sypha cùng với Maria Renard, phim sẽ lấy bối cảnh thời kỳ Cách mạng Pháp.